# Kokkel

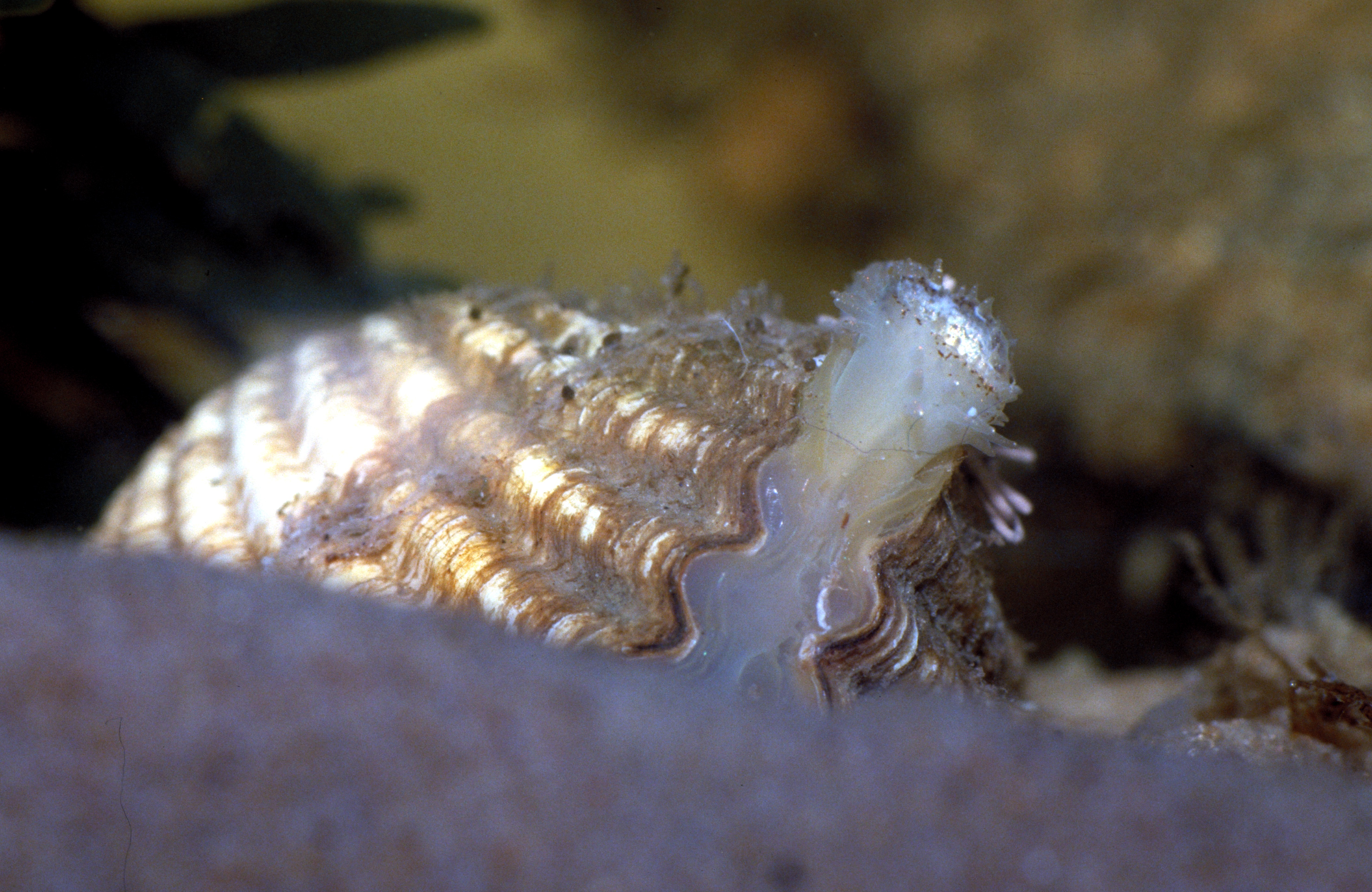

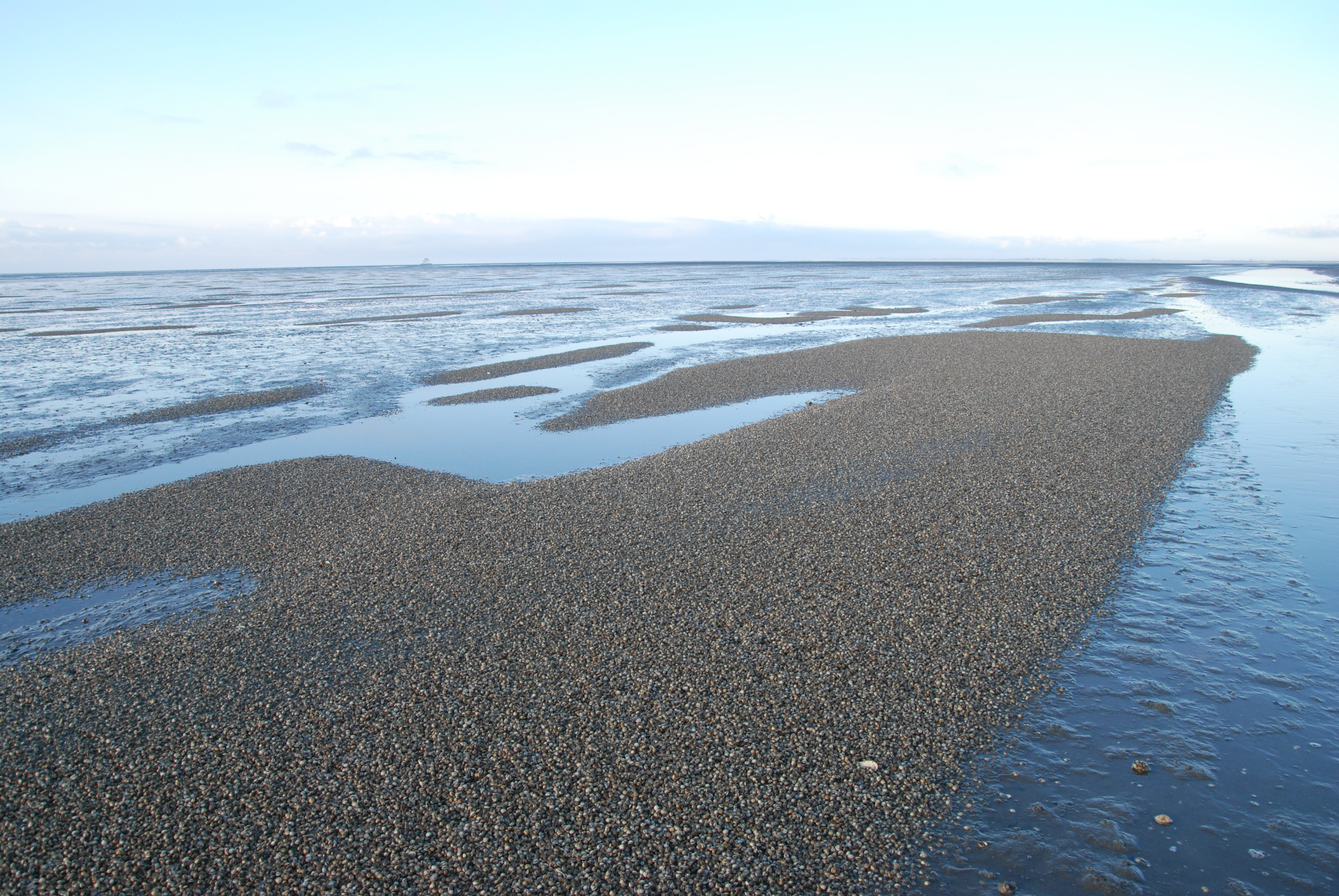
Kokkelbank

De kokkel (Cerastoderma edule; veelgebruikt synoniem: Cardium edule) is een in zee levende tweekleppige weekdiersoort. Andere namen zijn 'eetbare hartschelp' of 'kokhaan'.

## Beschrijving

### Schelpkenmerken

Rechter Klep
Linker Klep

De schelp is dikschalig en meestal iets langer dan hoog. De schelp heeft een heterodont slot met stevige geprononceerde cardinale tanden en laterale tanden. De umbo (top) ligt ongeveer in het midden. Vanuit de umbo lopen 18-32, echter meestal 22-28 platte ribben waarop smalle schubjes staan. De tussenribsruimten zijn (meestal veel) smaller dan de ribben zelf. Aan de binnenkant van de schelp lopen de groeven die corresponderen met de ribben aan de buitenzijde niet door tot aan de top. De schelprand is door deze tussenribsruimten en ribben iets gekarteld. Beide kleppen zijn tegengesteld gekarteld waardoor de uitsteeksels van de ene klep in de uitsparingen van de andere klep grijpen. Dit geeft aan schelpen van de kokkel samen met de ribbensculptuur en de algemene vorm een stevige constructie. Op de schelp zijn groeilijnen parallel aan de onderrand zichtbaar. Een aantal groeilijnen vallen meer op dan de overige. Deze komen overeen met een periode van weinig of geen groei gedurende het koude seizoen en kunnen dus als 'jaarring' gezien worden.
De schelpen van de kokkel en de brakwaterkokkel lijken vrij veel op elkaar. Er zijn verschillen in vorm, beribbing, het slot, de dikte, enz. Geen van deze kenmerken op zich is voldoende om de schelpen van beide soorten te onderscheiden. Men moet naar een combinatie van kenmerken kijken om meer zekerheid te hebben. Een betrekkelijk goed kenmerk is de relatieve lengte van de ligamentdrager. Deze is bij de Brakwaterkokkel naar verhouding veel korter dan bij de Kokkel.
Er blijkt een relatie te zijn tussen het zoutgehalte van het water waar het dier in leeft en het aantal ribben op de schelp. Deze relatie is aan te duiden als: Totaal zoutgehalte (in ‰) = 3,61R − 57,8. Hierbij is R het gemiddelde aantal ribben in een populatie kokkels. Dit gegeven kan gebruikt worden bij de schatting van het zoutgehalte waarin fossiele kokkels geleefd hebben. Dit is gedaan voor onder andere kokkels uit schelpenfauna's uit het Eemien.
Cerastoderma edule

Rechter en linker klep van hetzelfde exemplaar:

Rechter Klep
Linker Klep

Rechter Klep
Linker Klep

Cerastoderma edule var. belgicum

Rechter en linker klep van hetzelfde exemplaar:

Rechter Klep
Linker Klep

Cerastoderma edule var. loppensi

Rechter en linker klep van hetzelfde exemplaar:
- Rechter Klep
- Linker Klep

Cerastoderma edule var. maculatum

Rechter en linker klep:
- Rechter Klep
- Linker Klep

### Grootte van de schelp
- Lengte: tot 6 cm
- hoogte: tot 5 cm maar meestal kleiner.

### Kleur van de schelp
Wit, geelbruin of bruin. Jonge exemplaren hebben bij de top een vlekkenpatroon. Strandmateriaal is vaak blauwgrijs of bruin verkleurd.

### Kenmerken van het dier
Kokkels kunnen ongeveer 10 jaar oud worden.

### Habitat en leefwijze
Kokkels behoren tot de infauna en leven van het intergetijdengebied tot een waterdiepte van ongeveer 15 meter. Een optimale habitat vormt het intergetijdengebied van wadden en grote strandvlakten. De dieren zijn bestand tegen een emersietijd van enkele uren. Kokkels komen het meest voor in zand dat niet te fijn of te modderig is, in gebieden met een matige stroming. Ze leven dicht onder de oppervlakte van het zand, waarbij alleen de twee sifo's boven het zand uitsteken. Door de ene buis wordt water en voedsel naar binnen gezogen en de andere buis wordt gebruikt als uitscheidingssifo, waardoor dan het water en afval worden verwijderd. Deze sifo's bezitten verder enige rode lichtreceptoren die licht en donker kunnen waarnemen, zodat de kokkel ze bij nadering van een schaduw kan terugtrekken en de twee gaatjes laten verdwijnen. Jongere (en dus kleinere) kokkels kunnen zich ook snel dieper ingraven, tot wel zo'n twintig centimeter. De soort is euryhalien en verdraagt zoutgehalten tussen 15 en 40 ‰.
Kokkels zijn schelpdieren die niet aan een vaste plaats gebonden zijn. Ze zijn heel goed in staat zich te verplaatsen door binnen hun schelp een gasbelletje te vormen waardoor ze wat lichter zijn. Door zich nu uit de bodem te werken kunnen ze zich door gebruik te maken van getijdenstromingen al rollend over de bodem, b.v. in het voorjaar en zomer naar een andere of wat hoger gelegen zandplaat verplaatsen.

### Voeding
De kokkel is een filtervoeder en leeft van plankton en ander in het water zwevend voedsel.

### Vijanden

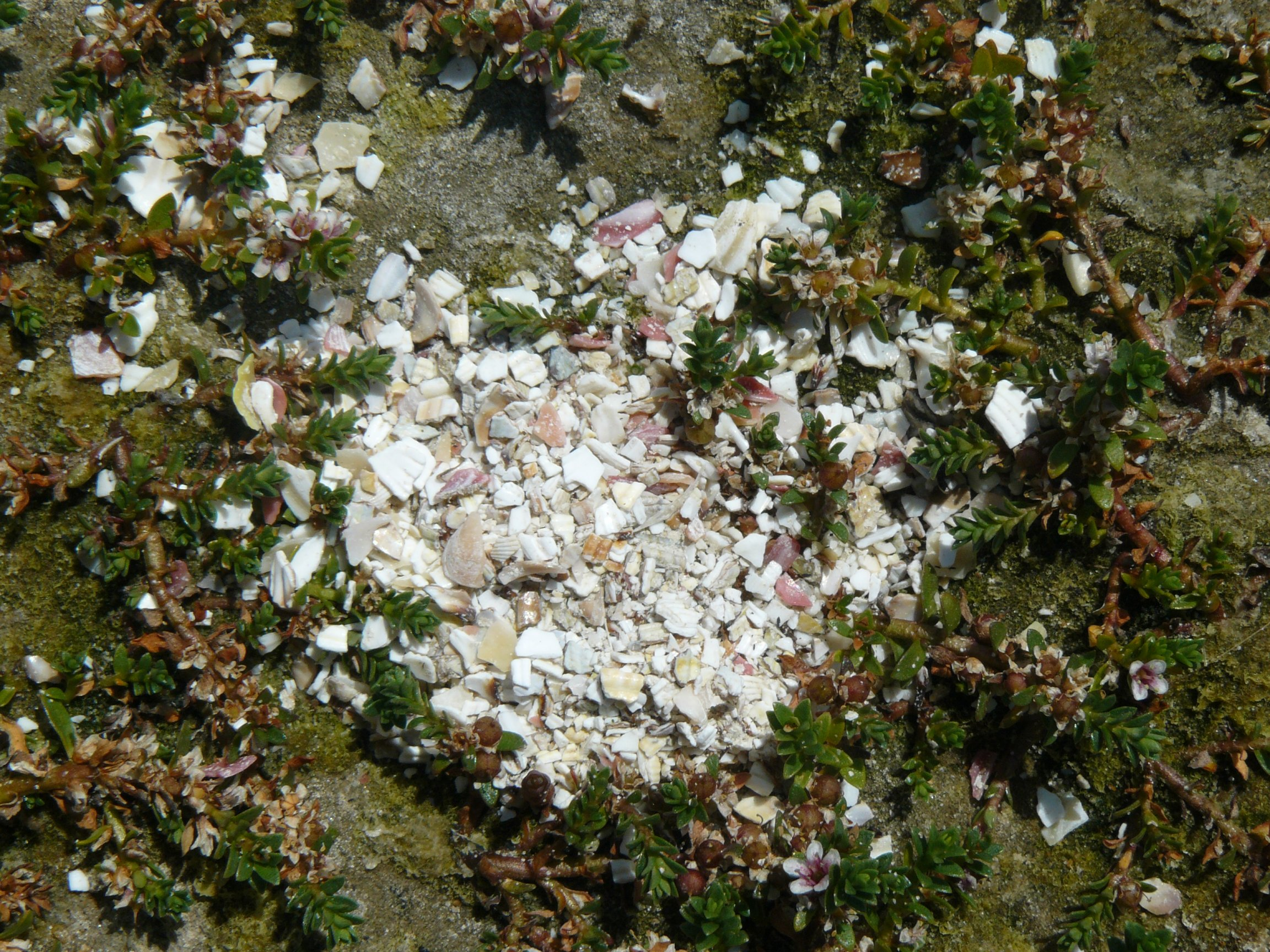
onverteerde kokkelfragmentjes in een uitgebraakte meeuwenmaaltijd

De stevige schelp is bij uitstek geschikt als verdediging tegen predatie. Desondanks vormen kokkels een belangrijke voedselbron voor vissen en vogels.

### Areaal
De kokkel is algemeen in de Noordzee in een wadachtige omgeving zoals de Waddenzee. Minder algemeen in de zee voor de Belgische en Hollandse kust. Levende dieren of schelpen met vleesresten spoelen soms na een storm op het strand aan. Deze zijn afkomstig uit populaties waarvan de dichtheden ver achterblijven bij die van de waddenpopulaties. Wel spoelen lokaal veel schelpen van deze soort op het strand aan. Meestal gaat het daarbij om jong fossiele schelpen die opgewoeld zijn uit oude wadafzettingen die in de ondergrond aanwezig zijn (zie onder 'fossiel voorkomen').

### Fossiel voorkomen
In het Noordzeegebied is de kokkel sinds het Vroeg Pleistoceen bekend.
Door hun algemene voorkomen in het intergetijdengebied zijn kokkels vaak heel algemeen aan de basis en aan de top van door een transgressie ontstane mariene afzetting. De eerste invloed van de stijgende zeespiegel na een ijstijd uit zich vaak in een waddenachtige omgeving. In de afzettingen uit zo'n periode is de kokkel vaak heel algemeen. Doordat de zeespiegel snel rijst, verdrinkt het waddengebied al snel en maakt plaats voor een diepere zee. In deze diepere zee is in de Noordzee de halfgeknotte strandschelp (Spisula subtruncata) vaak de algemeenste soort. Aan het eind van de transgressieperiode daalt de zeespiegel en komt het gebied voor korte tijd weer in de getijdenzone terecht voordat de zee zich geheel terugtrekt. In deze eindfase is de kokkel vaak weer heel algemeen.
Lorié noemde uit boringen dicht bij de kust van Noord- en Zuid-Holland de zgn 'Cardium fauna' die hij aan de onderkant van de mariene afzettingen uit het Holoceen vond. Deze wordt in de boringen inderdaad opgevolgd door de 'Spisula Fauna'.
De afzettingen met de Holocene Cardiumfauna is behalve in de ondergrond van West Nederland en België eveneens in de ondergrond van de Noordzee aanwezig. Doordat die afzettingen door golfwerking of stroming omgewerkt kunnen worden, spoelen veel van de daarin aanwezige schelpen op het strand aan. Veel van de op het strand aanwezige schelpen zijn uit deze oudere Holocene afzettingen afkomstig.
In West Vlaanderen liggen in de omgeving van Lo mariene lagen uit het Midden Pleistoceen vrij dicht aan het oppervlak. De kokkel is hierin erg algemeen en deze afzetting staat dan ook bekend als de 'Cardium Zanden'. De schelpenfauna uit deze laag duidt op wadachtige en/of lagunaire afzettingsomstandigheden.

## Verhouding tot de mens

### Etymologie
Van het Middelnederlandse cockille “schelp” en het Engelse cockle, beide vanuit het Franse coquille “schelp”, vanuit het Latijnse conchula “schelpje”, het verkleinwoord van het Latijnse concha “mossel” of “oester”, vanuit het Griekse κόγχη (konkhē) “mossel”.
De soortaanduiding edule (Latijn) betekent 'eetbaar' of 'smakelijk'.

### Consumptie en ander gebruik
Kokkels worden veel gegeten. In Spanje worden ze verwerkt in de paella.
Levende kokkels werden tot 2005 uit de Waddenzee gevist voor consumptie en onder meer uitgevoerd naar België, Engeland, Spanje en Portugal. Sindsdien vindt nog slechts kleinschalige visserij met de hand plaats.

## Externe links

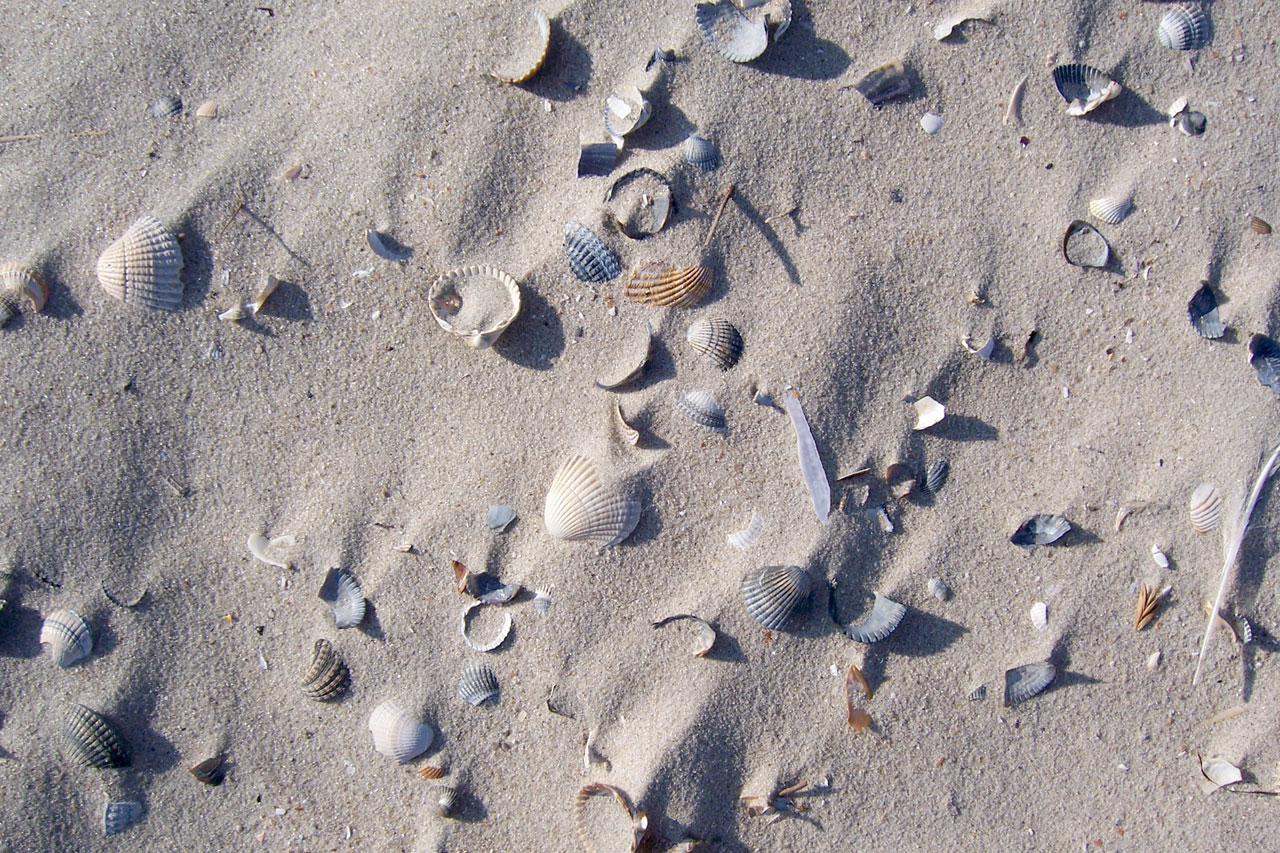
Schelpen op het strand van Spiekeroog vooral schelpen van de Kokkel (Cerastoderma edule)
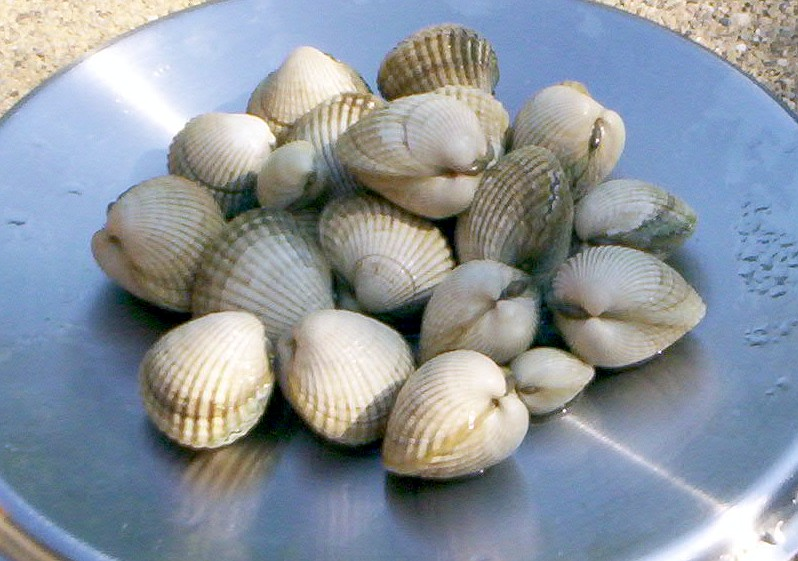
Kokkels zijn te bereiden als mosselen, hier enige minuten voor het koken...